# SN 2004go
SN 2004go – supernowa typu Ia odkryta 18 listopada 2004 roku w galaktyce IC 270. W momencie odkrycia miała maksymalną jasność 16,50m.